# 三四六・吉井歌奈子 TOKYO CHEERS
三四六・吉井歌奈子 TOKYO CHEERS（さんしろうよしいかなことうきょうちあーず）は、文化放送で2009年4月12日～2010年4月4日に放送されていた音楽ラジオ番組。

## 概要
基本は3時間の音楽プログラム。リクエストやゲスト、ゲームや情報コーナー、相談ごとにプレゼント、番組とリスナーが親密な仲間になってあらゆる関心事を紹介する。メインターゲット（リスナー）は、これから日本を支える世代（＝団塊ジュニア）であるが、上下幅広い世代も対象としている。

## 番組コーナー
- 13時台

三四六と吉井歌奈子が、この1週間の近況と世の中で起こったことについて、リスナーからのリクエスト曲をかけながら振り返る。
- 14時台

前半はゲストをスタジオに迎えたトーク。毎回、ゲストが選んだ『もしも無人島に1曲もっていくなら?』という無人島ソングもかける。
後半は『タニタ ヘルスケア CHEERS』。毎日の生活に役立つ健康ワンポイントアドバイスを送る（2009年4月12日 - 9月27日）。
宏子先生の動物クリニック（14:40 - 14:50 2009年10月4日 - 、「千田正穂のありがとう!」から、当番組へ枠移動。毎回、放送開始前に、三四六と吉井歌奈子のショートコントが挿入されていた）
- 15時台

三四六、吉井歌奈子がリスナーと直接電話で会話する。
『CHEERS SOUND ALBUM』。人の絆、繋がりを感じたエピソードと共にリクエストをかける。
中央競馬の実況中継。詳細は競馬中継 (文化放送)を参照。

## その他
- 2010年3月28日は、公開生放送が行われた。

| 文化放送 日曜13:00 - 16:00               | 文化放送 日曜13:00 - 16:00      | 文化放送 日曜13:00 - 16:00 |
| 前番組                                   | 番組名                          | 次番組                     |
| ---------------------------------------- | ------------------------------- | -------------------------- |
| 竹内靖夫の電リク・ハローパーティー増刊号 | 三四六・吉井歌奈子 TOKYO CHEERS | グッチ裕三 日曜うまいぞぉ! |